# Maria Magnani Noya
Maria Magnani Noya, née le 24 octobre 1931 à Gênes et morte le 9 décembre 2011 à Turin, est une femme politique italienne.
Membre du Parti socialiste italien, elle siège à la Chambre des députés de 1972 à 1983 et au Parlement européen de 1989 à 1994. Elle est maire de Turin de 1987 à 1990.